# Fecondazione artificiale

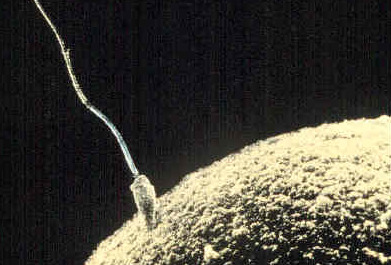
Spermatozoo mentre feconda la cellula uovo

La fecondazione artificiale o fecondazione assistita è il processo con il quale si attua l'unione dei gameti artificialmente con l'osservazione al microscopio.
Erroneamente si considera sinonimo di procreazione assistita che ha semantica ben più ampia.

## Storia
L'inizio degli studi sulla fecondazione artificiale iniziò dalle sperimentazioni di Stephan Ludwig Jacobi, un contadino tedesco che aveva studiato scienze naturali a Marburgo. Egli, nel 1762, fu il primo a fecondare artificialmente delle uova di trote e salmoni, prelevando uova deposte dalle femmine e bagnandoli con il liquido spermatico degli esemplari maschili.
Gli studi sulla fecondazione artificiale furono successivamente ripresi dall'emiliano Lazzaro Spallanzani, il quale, nel 1777, riuscì a fecondare le uova di rane e rospi. Il suo maggior risultato lo ottenne però nel 1780, in quanto fu il primo a fecondare artificialmente un animale viviparo iniettando tramite siringa lo sperma di un cane nella vagina di una cagnetta spaniel, la quale partorì tre cuccioli 62 giorni dopo.
Le prime notizie accertate sulla fecondazione assistita praticata sugli esseri umani risalgono al 1838. In quegli anni infatti, impiegando lo stesso metodo di Spallanzani, operò il medico francese Louis Girault.
Nel 1978, in Gran Bretagna, si ebbe la prima fecondazione artificiale in vitro, messa in atto dal biologo Robert Edwards, premio Nobel e dal ginecologo Patrick Steptoe.

## Tipologie

### Fecondazione omologa
Si parla di fecondazione omologa quando il seme e l'ovulo utilizzati nella fecondazione assistita appartengono alla coppia di genitori del nascituro, il quale presenterà quindi un patrimonio genetico ereditato da coloro che intendono allevarlo. 

### Fecondazione eterologa
La fecondazione eterologa si verifica, invece, quando il seme oppure l'ovulo (ovodonazione) provengono da un soggetto esterno alla coppia..

### Banche del seme
Esistono banche del seme che conservano liquido seminale: i donatori lasciano campioni che vengono conservati nel centro ed utilizzati da coppie nelle quali solitamente uno dei partner ha problemi di fertilità.

### Controversie
Più volte è stato paventato un rischio eugenetico, in merito al fatto che coppie senza problemi di fertilità preferiscano comunque ricorrere alla fecondazione col seme di un terzo, ma la funzione ortogenetica della procreazione assistita è ancora incerta. Ugualmente, l'aborto eugenetico è vietato in Italia, dove la legge tende a non consentire la ricerca di scopi eugenetici.

## Normativa italiana
La fecondazione assistita è stata oggetto negli anni di un articolato dibattito, in particolare relativo all'uso di alcune tecniche, come la fecondazione eterologa, la clonazione, la commercializzazione di embrioni, la maternità surrogata, la produzione di embrioni a fini di ricerca o di sperimentazione che suscitano controversie di tipo bioetico. In seguito a tale dibattito è stata varata la legge 19 febbraio 2004 n. 40 che ha vietato tali pratiche.
In Italia, in seguito a questo dibattito, si è tenuta nel 2005 una consultazione referendaria articolata in quattro referendum per abrogare alcuni punti dell'attuale legge sulla fecondazione, giudicata dai referendari (radicali, forze di sinistra e laiche e alcuni esponenti, come ad esempio Gianfranco Fini, dello schieramento di centrodestra) troppo restrittiva nelle tecniche utilizzabili. L'affluenza alle urne del 25,9% non ha però permesso il raggiungimento del quorum.
Per effetto di alcune decisioni della Corte costituzionale è stata via via dichiarata l'illegittimità degli elementi essenziali della legge 40. In particolare il giudice delle leggi ha ritenuto incostituzionale il limite di produzione di tre embrioni nonché l'obbligo legislativo di "un unico e contemporaneo impianto". La Corte, dopo aver inizialmente respinto la questione di costituzionalità sul divieto di fecondazione eterologa, ritenendo tale scelta rientrare nel legittimo esercizio della discrezionalità del legislatore, ha in seguito dichiarato illegittimo tale divieto con la sentenza del 9 aprile 2014, con riferimento tuttavia al solo caso di comprovata patologia di uno o di entrambi i partner tale da comportare irreversibile sterilità. Anche nella più recente pronuncia in materia, sentenza n. 31/2021, il giudice costituzionale, pur rigettando la domanda di incostituzionalità con riferimento agli artt. 8 e 9, che impediscono a un partner di una coppia omosessuale di riconoscere il figlio biologico del partner, nati dopo il ricorso a tecniche di procreazione assistita, ha ravvisato l'impellenza di un intervento del legislatore per riordinare la disciplina vigente, affinché siano colmati i vuoti di tutela dei minori nati dopo che una coppia omosessuale abbia fatto ricorso a tecniche di procreazione medicalmente assistita.

## Turismo riproduttivo
La locuzione turismo riproduttivo, di origine giornalistica, indica il fenomeno per cui cittadini di Paesi in cui vigono leggi molto restrittive in tema di fecondazione artificiale si recano in Paesi esteri, nei quali la legislazione consente terapie ed interventi di fecondazione assistita loro preclusi nei paesi d'origine.
Numerose coppie italiane si sono recate all'estero dopo l'approvazione della legge 40 nel 2004. La Spagna è una delle destinazioni privilegiate del cosiddetto turismo riproduttivo poiché adotta una legge che consente la fecondazione assistita per le donne single, l'ovodonazione, l'embrio-donazione nonché l'anonimato dei donatori.

## Criopreservazione
Frequentemente si è posto il problema della crioconservazione dei gameti o dell'embrione in azoto liquido, la cui durata non supera i cinque anni. Talvolta si uniscono in provetta seme e ovuli dei donatori, si lascia iniziare in provetta la duplicazione dello zigote (morulazione), che successivamente si congela, per poi impiantare gli embrioni quando necessario.
Il problema della soppressione - dopo cinque anni - degli embrioni congelati, dato che sono in soprannumero rispetto alle richieste, è sollevato dall'etica cattolica e da tutti coloro i quali considerano l'embrione come vera e propria persona umana, a partire dal momento del concepimento, e i cui diritti dovrebbero essere considerati sullo stesso piano degli individui già nati e dotati di personalità giuridica a tutti gli effetti.
Per ovviare a questo problema, la legge italiana ammette il congelamento solo se l'embrione è già stato richiesto da una coppia e sarà impiantato prima dei cinque anni che lo porterebbero a morire. Il congelamento è ammesso solo per sopraggiunti problemi di salute della donna, fino a una data in cui potranno essere di nuovo impiantati. Per ovviare ciò si è pensato all'espediente di congelare i gameti di ambo i sessi e unirli in provetta successivamente, per generare lo zigote il giorno stesso dell'impianto nell'utero della donna richiedente: in questo modo si eviterebbe il congelamento degli embrioni. Questa tecnica tuttavia non garantisce attualmente la perfetta conservazione dei gameti.
Il tasso di recupero degli ovociti dopo scongelamento è spesso insoddisfacente; il tasso di fecondazione è basso e il tasso di gravidanze inferiore a quanto ottenuto con ovociti non congelati. Inoltre, preoccupazioni sono emerse circa la qualità degli ovociti dopo scongelamento e conseguentemente degli embrioni, che potrebbero condurre ad un aumento delle malformazioni feto-neonatali.
Con i migliori protocolli attualmente disponibili ci si deve attendere che degli ovociti congelati il 70% sopravvive allo scongelamento, mentre un terzo verrà distrutto. Per ogni transfer embrionale effettuato con embrioni derivanti da ovociti congelati, ci si dovrà attendere circa il 15% di gravidanza, a fronte del 22% di impianto ottenuto da embrioni prodotti da ovociti freschi. Il tasso di gravidanza per paziente da congelato è circa il 17%, mentre da ovociti freschi oltre il doppio.
La qualità ovocitaria è il maggiore determinante della fertilità sia naturale sia ottenuta con tecniche di riproduzione assistita. La qualità ovocitaria dipende strettamente dall'età della donna e dall'età ovocitaria. Pertanto, una donna che sa di dover ritardare la ricerca di gravidanza potrebbe effettuare una stimolazione ormonale, il prelievo ovocitario e il bancaggio per usi futuri, in accordo con la legislazione nazionale riguardante queste pratiche. Inoltre, donne che a causa di malattie gravi, come il cancro, vadano incontro a terapie che hanno un impatto negativo sulle ovaie o che debbano asportare le ovaie possono trarre un beneficio dalle tecniche di congelamento degli ovociti.
Una tecnica recentemente introdotta è la vitrificazione, che consente di congelare istantaneamente gli ovociti con un tasso di successo considerato nettamente migliore rispetto al congelamento tradizionale ("lento").
Il 30 novembre 2007, durante il secondo congresso mondiale sul tema della crioconservazione degli ovociti tenutosi a Bologna, venne dato l'annuncio da parte della dottoressa Eleonora Porcu, ricercatrice dell'Università di Bologna e responsabile del centro antisterilità di Sant'Orsola, della prima gravidanza ottenuta con fecondazione in vitro di ovociti crioconservati. Per tale scoperta, la dottoressa ricevette il Premio Luigi Coppola nel 1997. L'intervento interessò una donna originaria della Basilicata, che nel 2002 subì l'asportazione delle ovaie a causa di un tumore. Gli ovociti vennero congelati per quattro anni, dopodiché vennero scongelati, unendoli in vitro con il seme del partner per ottenere degli embrioni, che furono reimpiantati con successo nella paziente.
La crioconservazione degli ovociti consente di eliminare il problema del congelamento e distruzione degli embrioni non trapiantati. L'aspetto è rilevante soprattutto per gli aspetti bioetici connessi alla conservazione o alla distruzione degli embrioni.